# Eparchie Nuestra Señora del Paraíso en México
Die Eparchie Nuestra Señora del Paraíso en México (lat.: Eparchia Dominae Nostrae Paradisi in Civitate Mexicana Graecorum Melkitarum) ist eine in Mexiko gelegene Eparchie der melkitischen griechisch-katholischen Kirche mit Sitz in Mexiko-Stadt.

## Geschichte
Die Auswanderung  melkitischer Christen aus dem  Nahen Osten nach Mexiko begann etwa zwischen 1875 und 1895. Es folgten vermehrt Auswanderer nach den beiden Weltkriegen. Die überwiegende Zahl stammte aus dem Südlibanon und einige auch aus Syrien. 
Die ersten gemeinsamen Gottesdienste im  byzantinischen Ritus wurden im Jahr 1927 gefeiert. Die seelsorgerische Betreuung übernahmen zunächst die Salvatorianer. Als erster Ordenspriester der  Missionsgesellschaft vom heiligen Paulus, einer melkitischen Ordensgemeinschaft, der auf Wunsch seiner Verwandten in Mexiko blieb, war Pater Sleiman Khoury  SMSP, der später zum Archimandrit geweiht wurde. Er war der erste Pfarrer einer Pfarrgemeinde für die Melkitische Griechisch-Katholische Kirche in Mexiko. 
Der libanesische Botschafter in Mexiko Joseph Abu Khater erbat bei der mexikanischen Regierung die Baugenehmigung einer  Kirche in Mexiko-Stadt, heute ist es eine Kathedrale und der Sitz des  Exarchen von Mexiko. 
Die Eparchie wurde schließlich am 27. Februar 1988 durch Papst Johannes Paul II. mit der Apostolischen Konstitution Apostolorum Principis errichtet.

## Bischöfe der Eparchie Nuestra Señora del Paraíso en México
- Boutros Raï BA, 1988–1994
  - Archimandrit Antoine Mouhanna, 2000–2006 (Apostolischer Administrator)
  - Archimandrit Gabriel Ghanoum BS, 2006–2015 (Apostolischer Administrator)
  - Nicholas James Samra, 2015–2019 (Apostolischer Administrator)
  - Joseph Khawam BA, seit 2019 (Apostolischer Administrator)